# Cantone di Étupes
Il Cantone di Étupes era una divisione amministrativa dell'arrondissement di Montbéliard.
A seguito della riforma approvata con decreto del 25 febbraio 2014, che ha avuto attuazione dopo le elezioni dipartimentali del 2015, è stato soppresso.

## Composizione
Comprendeva i comuni di:
- Allenjoie
- Badevel
- Brognard
- Dambenois
- Dampierre-les-Bois
- Étupes
- Exincourt
- Fesches-le-Châtel